# Edicions del Periscopi
Edicions del Periscopi es una editorial catalana fundada el otoño de 2012 con el objetivo de publicar ficción contemporánea extranjera en catalán, así como autores catalanes. La empresa fue fundada por Aniol Rafel. Disponen de tres colecciones: Antípoda, Escafandre y Astrolabi.

## Historia
La empresa se creó con la intención de editar nuevas voces narrativas en catalán, con un diseño cuidadoso. El primer título de la colección fue Terra de caimans, de la norteamericana Karen Russell, finalista del Pulitzer del 2012 y uno de los libros del año en los Estados Unidos. La segunda obra fue Cada color d'un riu, de Manel de Rosa. Más adelante publicaron por primera vez en catalán autores como Gonçalo M. Tavares o Dave Eggers. Uno de sus éxitos de ventas más destacados fue la traducción al catalán de Anima de Wajdi Mouawad. También destaca el protagonismo que le dan a la figura del traductor, incorporando su nombre en la cubierta de la obra. Cuentan con traductores como Marta Pera Cucurell, Ferran Ràfols, Anna Casassas o Pere Comellas.
En el año 2016 el editor y fundador de Periscopi fue guardonado con el Memorial Fernando Lara, otorgado por la Cámara del Libro de Catalunya en reconocimiento a su trayectoria profesional como mejor empresario o emprendendor joven del sector del libro.

El nombre de la empresa se inspira en el hecho que Gutemberg, además de la imprenta, también inventó un aparato que fue un precursor de los periscopios modernos, y que permitía a los pelegrinos que asistían a un festival de Aquisgrán ver por encima de la multitud, es decir, detectar objetos que estaban fuera de su campo de visión.
El 2014 Anima de Mouawad recibió el premio Libreter. El 2015 lo haría el libro Gegants de gel de Joan Benesiu, que poco después también ganaría el premio Crexells.
El 2018 de nuevo obtendría el premio Llibreter con el libro Teoria general de l'oblit, y otra vez el 2020 con la novela Ignot, de Manuel Baixauli. El 2022 la novela L'instant abans de l'impacte, de Glòria de Castro, obtiene el premio Llibreter en la categoría de Literatura catalana, y la novela Els grans optimistas en la categoría de Otras literaturas.
El 2018 la novela Aprendre a parlar amb les plantes, de Marta Orriols, obtuvo el premio Òmnium a la Mejor Novela del Año.
El 2022 la novela Els angles morts, de Borja Bagunyà, obtiene el premio de la Crítica de Narrativa catalana.

## Autores
Entre los autores editados por la empresa, destacan David Foster Wallace, David Vann, Fiston Mwanza Mujila, Gonçalo M. Tavares, Joan Benesiu, Karen Russell, Liudmila Petruixévskaia, Manuel Baixauli, Marcello Fois, Marta Orriols, José Eduardo Agualusa, Colson Whitehead, Jesmyn Ward, Rebecca Makkai, Patrick Radden Keefe, Alec MacGillis, Boris Pahor,Glòria de Castro, Burhan Sönmez, Borja Bagunyà, Brit Bennett, Mia Couto, Sylvia Plath, Jeanette Winterson, Sally Rooney, Sandro Veronesi, Eider Rodríguez, Akwaeke Emezi, Kent Haruf, Mohsin Hamid, Szilárd Borbély,  o Wajdi Mouawad.